# پاول داویدوز
پاول داویدوز (انگلیسی: Paweł Dawidowicz؛ زادهٔ ۲۰ مهٔ ۱۹۹۵) بازیکن فوتبال اهل لهستان است.
از باشگاه‌هایی که در آن بازی کرده‌است می‌توان به باشگاه فوتبال لخیا گدانسک و باشگاه فوتبال بنفیکا اشاره کرد.
وی همچنین در تیم‌های ملی فوتبال لهستان بازی کرده‌است.